# 雨中隨筆

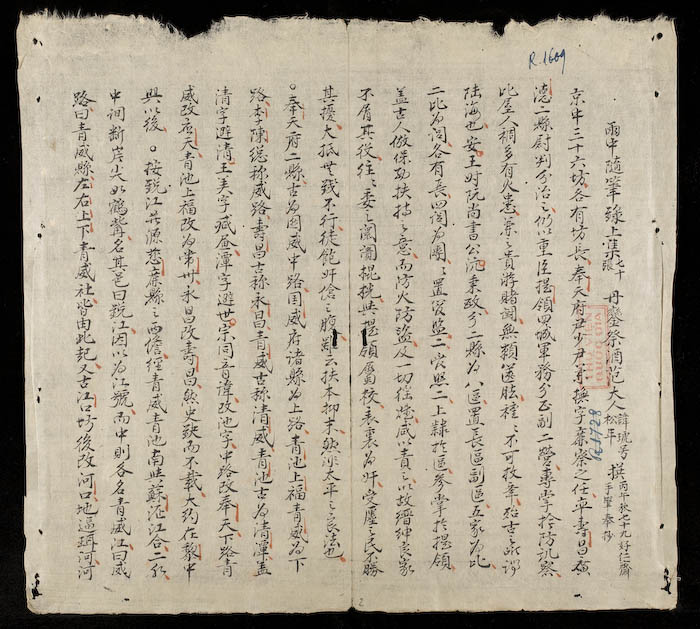
《雨中隨筆》抄本書影

《雨中隨筆》（越南语：／），越南漢文史籍，兩卷，由黎末阮初官員范廷琥撰。該書以筆記小說形式編寫，內容豐富龐雜，記錄宮廷王府的傳聞舊事、官制禮儀、科舉考試、詩文發展、文壇掌故、名人軼聞、風俗世情、名勝古跡、動植物、地理等等方面，既有作者的自身經歷，也有參照經典而作。因作者對本書不少內容做過考訂工作，因此有相當的可信度，可補史書的缺漏。

## 本書的作者及編撰
《雨中隨筆》的作者范廷琥（生卒年：1766／1768─1839年），越南平江人，在後黎朝晚期的鄭主政權時入學國子監，及後國家戰亂頻仍，范廷琥隱居鄉村，專志於學。到阮朝時期，1821年（明命二年）獻書於明命帝，獲命為翰林院行走，不久請辭，1826年（明命七年）朝廷又命為翰林院承旨兼國子監祭酒，越年告病回鄉。後又獲召為侍講學士。范廷琥一生撰述甚豐，有《黎朝會典》、《邦交典例》、《景興辛巳冊封使館書柬諸集》、《安南志》、《烏州錄》、《哀牢使程》、《大蠻國地圖》、《乾坤一覽》、《慶安冊鑾范家世譜》、《冊鑾范氏支系世譜》、《羲經測蠡》、《日用常談》、《東野學言》、《伴接存奉》、《桑滄偶錄》（與阮案同著）及《雨中隨筆》等書。
從《雨中隨筆》卷上《自述》裡可知，范廷琥自少酷愛典籍，九時已學習《漢書》，成長期間對「古書古詩，愛之不能去手」，日後連起居生活也不離閱讀，「每朝飯初罷，出就客堂，傍堆群書數架，隨意抽閱」。本書便是范廷琥引經據典，順手拈來，或為親身所歷，記述而成。其編撰時間，卷上《怪事》有「嘉隆乙丑秋」的紀事，即為1805年，這也是書中最晚的紀事，本書寫成時間則稍晚於此。

## 內容
本書分為兩卷，共九十一個小目，內容龐雜，主要可分為兩個部分。一是考證沿革，包括制度、風俗、地名等，大致先敍述它們在中國的演變過程，再述其在越南的變化，考究源流，辨別訛誤，以求回復古人原意。二是記人、記事，涉及因果來世、神人感應、卜巫禳災，著重心理刻畫。
此外，據臺灣中央研究院「越南漢喃文獻目錄系統檢索」，現存的《雨中隨筆》抄本，還有「附諸家詩集」，故又名《雨中隨筆附諸家詩集》（Vũ Trung Tùy Bút Phụ Chư Gia Thi Tập）。有抄本更附載另外兩本書，分別為《汭川隨筆詩編全集》第二卷（阮克宅撰，葛亭黃氏品評），以及《草堂詩集》卷一（范貴適撰）。 

## 流傳及出版情況
據越南學者臨江指出，河內漢喃研究所藏有三個《雨中隨筆》的抄本，其中兩個抄於嗣德帝以後，內容均有殘缺，還有一個抄於1941年（保大十六年)，其所據底本卻遠較前兩抄本為早，內容較完備。越南國家圖書館藏有1906年(成泰十八年)抄本。1928年（保大三年），阮有進將此書譯成越南語，載於《南風雜志》出版，1972年河內文學出版社再版。臺灣學生書局出版的《越南漢文小說叢刊》第二輯和上海古籍出版社出版的《越南漢文小說集成》，均有收錄本書，前者由臨江校點及寫「出版說明」，後者由孫軼旻校點，臨江、孫軼旻、朱旭強寫「提要」。

## 評價
《雨中隨筆》在後世獲得重視。學者臨江、孫軼旻、朱旭強指出，作者范廷琥對本書中有關歷史、禮制、風俗的內容，都編排得層次細密，且考訂相當詳實。而對涉及因果、神巫方面的內容，則能寫出濃厚的小說意味。學者任明華認為，本書有關歷史的內容，帶有真實、詳細的記載，可補史書不足，有的篇幅還有助了解中越關係和文化交流。而書中還有一些宗教題材內容，怪誕不經，是受到道教、佛教思想影響而成。

## 引用來源
1. ↑  《雨中隨筆》臨江「出版說明」，收錄於陳慶浩、鄭阿財、陳義主編《越南漢文小說叢刊》第二輯第五冊《筆記小說類》，臺灣學生書局，3頁；任明華《越南漢文小說研究》，上海古籍出版社，260頁。
2. 1 2  《雨中隨筆》臨江「出版說明」，收錄於陳慶浩、鄭阿財、陳義主編《越南漢文小說叢刊》第二輯第五冊《筆記小說類》，臺灣學生書局，3頁。
3. ↑  范廷琥《雨中隨筆》卷上《自述》，收錄於陳慶浩、鄭阿財、陳義主編《越南漢文小說叢刊》第二輯第五冊《筆記小說類》，臺灣學生書局，10頁。
4. ↑  任明華《越南漢文小說研究》，上海古籍出版社，266頁。
5. ↑  范廷琥《雨中隨筆》卷上《怪事》，收錄於陳慶浩、鄭阿財、陳義主編《越南漢文小說叢刊》第二輯第五冊《筆記小說類》，臺灣學生書局，61頁。
6. ↑  任明華《越南漢文小說研究》，上海古籍出版社，261頁。
7. 1 2  《雨中隨筆》臨江、孫軼旻、朱旭強「提要」，收錄於孫遜、鄭克孟、陳益源主編《越南漢文小說集成》第十六冊，上海古籍出版社，104頁。
8. ↑  .   [2014-07-28]. （原始内容存档于2014-12-09）.
9. ↑  .   [2014-07-28]. （原始内容存档于2020-08-05）.
10. ↑  《雨中隨筆》臨江「出版說明」，收錄於陳慶浩、鄭阿財、陳義主編《越南漢文小說叢刊》第二輯第五冊《筆記小說類》，臺灣學生書局，4頁。
11. ↑  陳慶浩、鄭阿財、陳義主編《越南漢文小說叢刊》第二輯第五冊《筆記小說類》，臺灣學生書局；孫遜、鄭克孟、陳益源主編《越南漢文小說集成》第十六冊，上海古籍出版社。
12. ↑  任明華《越南漢文小說研究》，上海古籍出版社，266─267頁。